# Comtat de Malta
El Comtat de Malta va ser un senyoriu feudal del Regne de Sicília que dominava les illes de Malta i Gozo. Malta va ser essencialment un feu del regne, amb el títol donat per primer cop per Tancred de Sicília, rei normand de Sicília, a Margaritone de Bríndisi, gran almirall de Sicília, el 1192. Annexionat a la Corona d'Aragó el 1283, el títol va ser donat per Frederic II de Sicília al seu fill Guillem de Sicília, sent oficialment fusionat de nou amb la corona de Sicília el 1350.

## Llista dels comtes de Malta
- 1192-1194 Margaritone de Bríndisi
- 1197-1204 Guillem Grasso
- 1204-1265 Enrico Pistore
- 1265-1266 Nicolo Pistore
- 1266-1285 vacant
- 1285-1296 Lucina Pistore
- 1296 Roger de Flor
- 1296-1330 vacant
- 1330-1330 Guillem de Sicília
- 1330-1348 Joan de Sicília
- 1348-1350 Frederic I d'Atenes
- El feu es va incorporar oficialment de nou a la Corona de Sicília el 5 octubre 1350
- 1350-1398 Marco de Vassallo, de iure
- 1398-1452 Bartolomeo de Vassallo, de iure
- 1360-1362 Guido Ventimiglia
- 1362-1377 vacant
- 1377-1377 Guillem d'Aragó
- 1377-1391 Jaume d'Aragó
- 1391-1394 Guillem Ramon de Montcada i d'Alagó
- 1394-1397 Temps dels tirans